# Neo-Taíno nationer
 Denne artikel bør gennemlæses af en person med fagkendskab for at sikre den faglige korrekthed.

Neo-Taíno nationer er her defineret som de forskellige nationaliteter fra de caribiske øer, som sammen med Taínoerne, blev beskrevet af de europæiske historikere, efter europæernes ankomst til området.